# Venericythere reticulata
Venericythere reticulata is een mosselkreeftjessoort uit de familie van de Trachyleberididae.